# Ken'ichirō Fumita
Ken'ichirō Fumita (文田健一郎?, Fumita Ken'ichirō; Nirasaki, 18 dicembre 1995) è un lottatore giapponese, specializzato nella lotta greco-romana, campione olimpico a Parigi 2024 nei 60 kg e vice-campione a Tokyo 2020 nella stessa categoria. Si è laureato campione iridato a Parigi 2017 nei 59 kg e a Nur-Sultan 2019 nei 60 kg.

## Palmarès
- Giochi olimpici

Tokyo 2020: argento nei 60 kg.
Parigi 2024: oro nei 60 kg.
- Mondiali

Parigi 2017: oro nei 59 kg.
Nur-Sultan 2019: oro nei 60 kg.
Belgrado 2022: bronzo nei 60 kg.
Belgrado 2023: argento nei 60 kg.
- Campionati asiatici

Nuova Delhi 2017: oro nei 59 kg.
Xi'an 2019: bronzo nei 60 kg.
Nuova Delhi 2020: oro nei 60 kg.
- Mondiali U23

Bucarest 2018: oro nei 60 kg.